# Perwez
Perwez (wallonisch Perwé, niederländisch Perwijs) ist eine Gemeinde in der französischsprachigen Provinz Wallonisch-Brabant in Belgien. Sie besteht aus den fünf Ortsteilen: Malèves-Sainte-Marie-Wastines, Orbais, Perwez, Thorembais-les-Béguines und Thorembais-Saint-Trond.

## Geografie
Die Gemeinde Perwez liegt im Südosten der Provinz Wallonisch-Brabant in den lehmigen Hügeln des Haspengaus (La Hesbaye), 40 km von Brüssel entfernt. Perwez grenzt an die Gemeinden Incourt, Walhain und Ramillies in Wallonisch Brabant, sowie an Gembloux und Éghezée in der Provinz Namur.

## Geschichte
Das Zentrum der Gemeinde ist im Mittelalter entstanden. Damals lag es im Grenzbereich des Herzogtums Brabant und der Grafschaft Namur.
Durch den königlichen Erlass zur Gemeindefusion vom 1. September 1975, welcher am 30. Dezember ratifiziert wurde, wurden die Gemeindegrenzen neu geordnet. Seit 1977 bilden Malèves-Sante-Marie-Wastines, Orbais, Perwez, Thorembais-les-Béguines und Thorembais-Saint-Trond eine neue Gemeinde mit dem Namen Perwez.

## Politik

### Bürgermeister

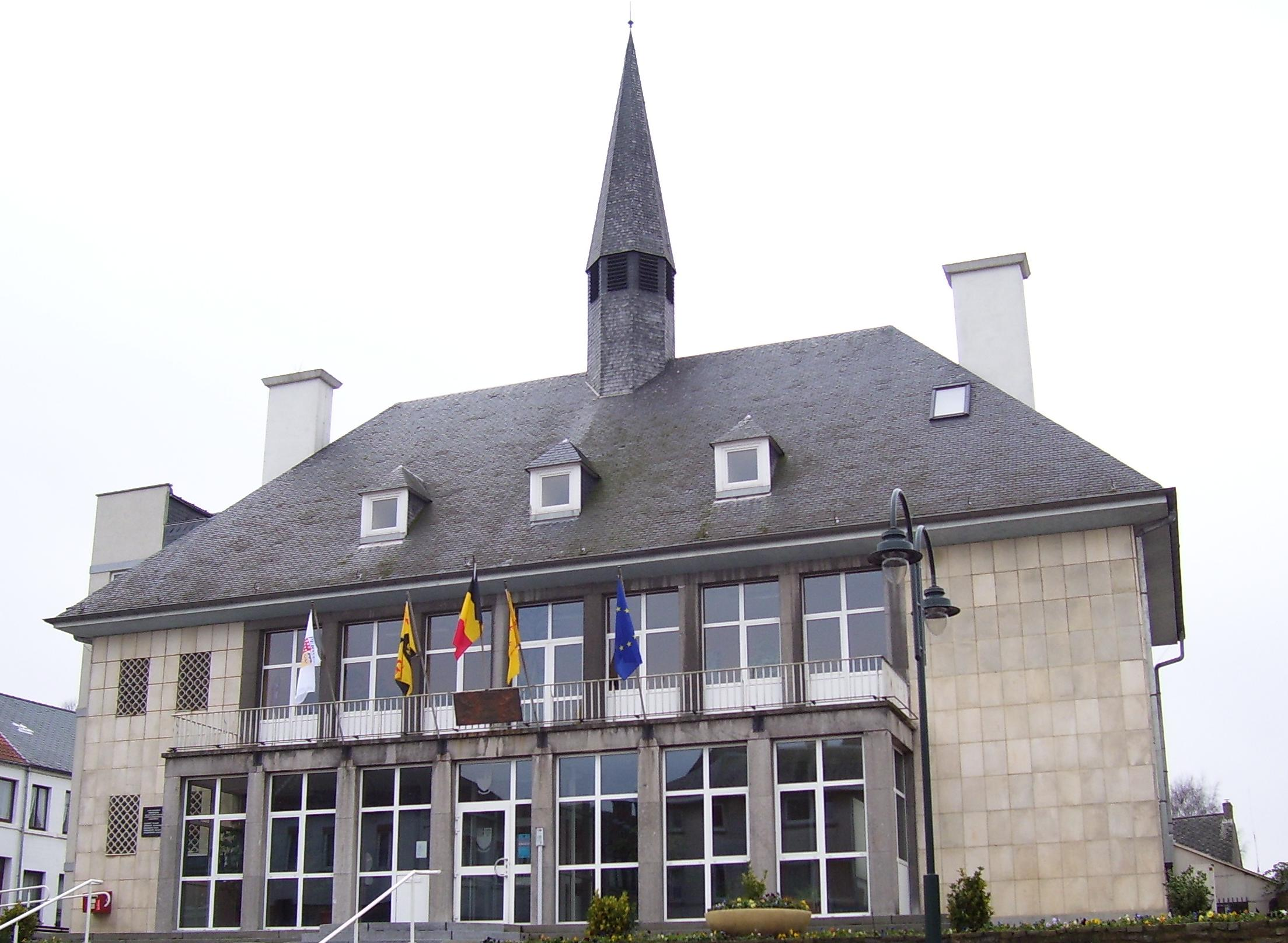
Rathaus von Perwez

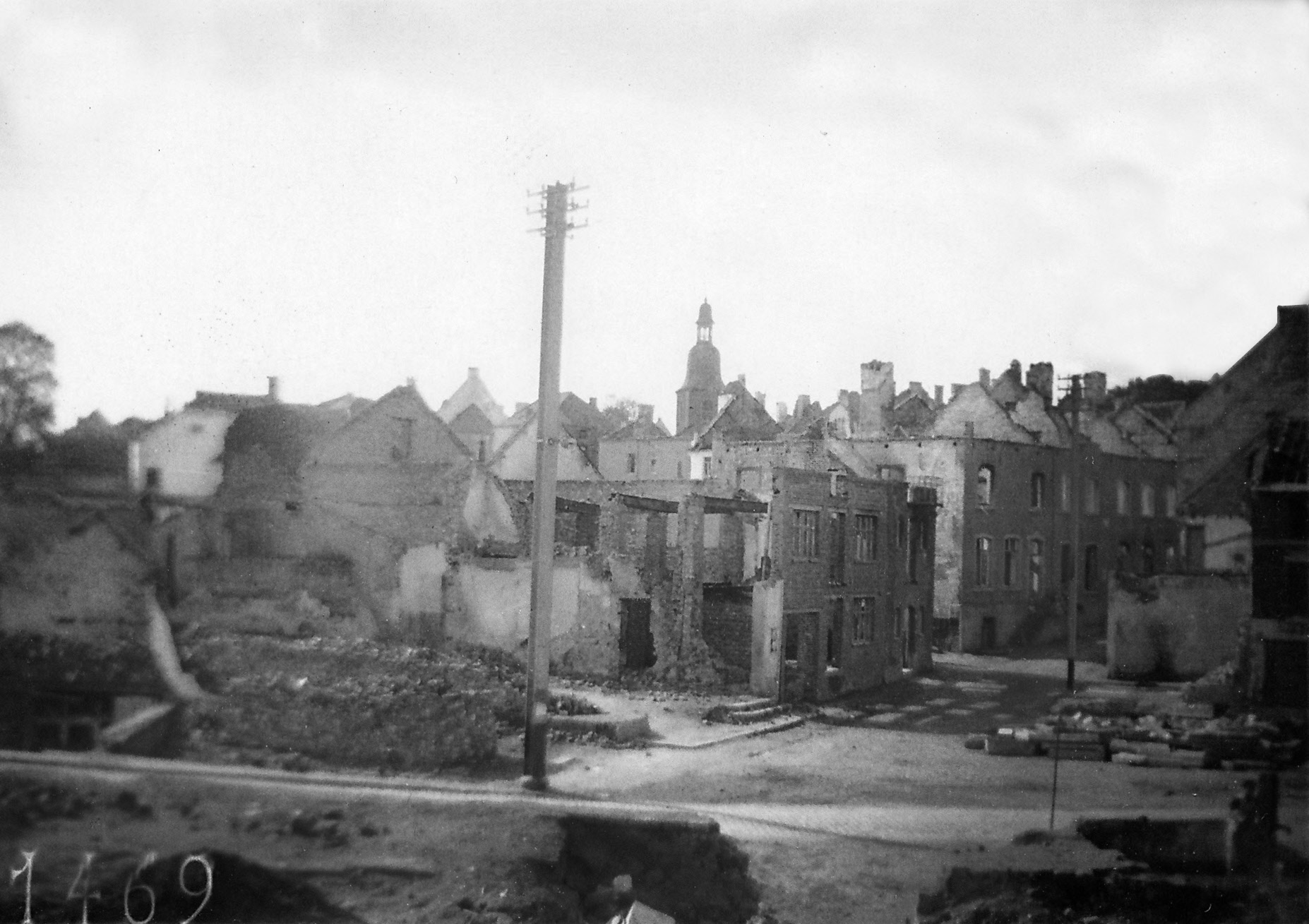
Zerstörung der Stadt Perwez (Belgien) durch die Bombardierung vom 13. Mai 1940.

Die nachfolgende Tabelle gibt eine Übersicht über die Bürgermeister von Perwez und den bis 1977 selbständigen Gemeinden Malèves-Sainte-Marie-Wastines, Orbais, Thorembais-les-Béguines und Thorembais-Saint-Trond.
| Perwez                     | Perwez              |
| -------------------------- | ------------------- |
| 1830–1856                  | Maximilien Baugniet |
| 1856–1867                  | Charles Brabant     |
| 1867–1870                  | Edmond de Burlet    |
| 1870–1879                  | Charles Brabant     |
| 1879–1893                  | Edmond de Burlet    |
| 1896–1901                  | Ernest Baugniet     |
| 1903–1907                  | Emile de Brabant    |
| 1908–1912                  | Joseph Naniot       |
| 1912–1921                  | Marcellin Wilmart   |
| 1921–1927                  | Joseph Marcoux      |
| 1927–1933                  | François Vanherck   |
| 1933–1936                  | Joseph Marcoux      |
| 1936–1939                  | Louis Demoulin      |
| 1939–1953                  | Léon Deprez         |
| 1953–1977                  | Jules Jacquemin     |
| Perwez nach Gemeindefusion |                     |
| 1977–1997                  | Marcel Strale       |
| 1997–2001                  | Serge Heusling      |
| seit 2001                  | André Antoine       |

| Thorembais Saint-Trond     | Thorembais Saint-Trond |
| -------------------------- | ---------------------- |
| 1958–1964                  | Joseph Lempereur       |
| 1965–1977                  | Charles Hanquet        |
| Malèves/Ste-Marie/Wastines |                        |
| 1965–1967                  | Marcel Istas           |
| Orbais                     |                        |
| 1959–1977                  | Paul Coppin            |
| Thorembais-les-Béguines    |                        |
| 1965–1977                  | René Seha              |

### Gemeindepartnerschaft
Seit 2008 besteht eine Gemeindepartnerschaft zwischen Perwez und der französischen Gemeinde Kaysersberg im Elsass.

## Wirtschaft und Infrastruktur
Perwez ist ein Bauerndorf. Auf dem lehmigen Boden gedeihen Getreide, Rüben, Mais, Kartoffeln und Raps.
Perwez befindet sich auf halbem Weg zwischen Namur und Wavre. Die Gemeinde ist an die Autobahn E411 und die Nationalstraßen N21 (zwischen Tirlement und Charleroi) und N51 (zwischen Leuven und Namur) angebunden.

## Kultur und Sehenswürdigkeiten

### Gebäude

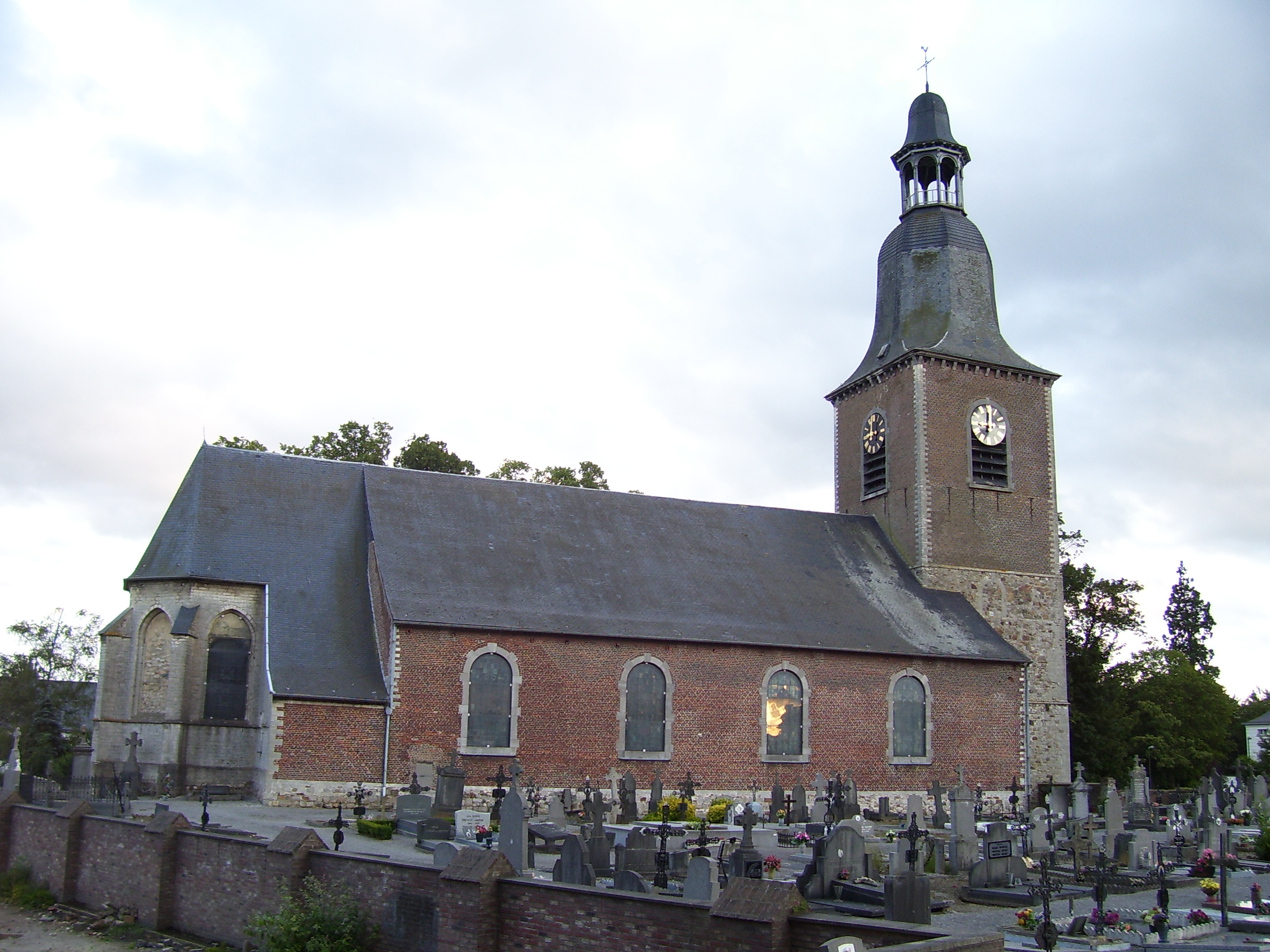
Saint-Martin-Kirche

Die ursprünglich gotische Saint-Martin-Kirche von Perwez wurde mehrmals umgestaltet oder nach Zerstörungen wieder aufgebaut und zuletzt 1840–1848 grundlegend restauriert. Sie besitzt drei Schiffe im Renaissancestil. Auffällig ist der Glockenturm, dessen dreiteilige Spitze die Form von zwei achteckigen Glocken unterschiedlicher Größe hat, welche durch ein durchbrochenes Mittelteil getrennt werden.
Die Johannes dem Täufer gewidmete Saint-Jean-Baptiste-Kirche in Wastines wurde 1855 nach Plänen des Architekten Moreau im neoklassizistischen Stil mit drei Schiffen erbaut. Der aus dem 13. Jahrhundert stammende Turm aus Sandstein des verfallenen Vorgängerbaus wurde integriert und mit einer neuen achteckigen Spitze versehen.
Die Mariahimmelfahrtskirche Notre-Dame de l'Assomption in Sainte-Marie wurde zwischen 1908 und 1913 auf den Überresten einer alten Kirche im neugotischen Stil errichtet. Dabei wurde der Turm aus dem 11./12. Jahrhundert aus Sandsteinen erhalten und ähnlich wie bei Saint-Jean-Baptiste mit einem achteckigen Glockenturm versehen. Die Sakristei (13. Jahrhundert) wurde ebenfalls in den Neubau integriert.
Die dreischiffige Kirche Saint-Ulric in Malèves wurde 1865 nach Plänen des Architekten Coulon auf den Ruinen eines älteren Gotteshauses im neugotischen Stil aus Ziegeln mit steinernen Ecken erbaut. Der sich mittig aus der Eingangsfassade erhebende quadratische Turm hat eine pyramidenförmige Spitze. In die linke Mauer des Chors sind ein Kenotaph aus schwarzem Marmor und eine Grabplatte für Louis de Stradio († 1577) und Marguerite de Berghes eingelassen.
Die Saint-Lambert-Kirche in Orbais wurde 1762 auf den Ruinen eines mittelalterlichen Bauwerks errichtet. Der kleine Turm mit achteckiger Spitze wurde 1842 rekonstruiert. Das gotische Kreuz im Chor stammt aus dem 16. Jahrhundert Seit um 1766 eine schwere Fieberepidemie nach der Feier einer Reihe von Gottesdiensten zu Ehren der heiligen Wivine zu Ende ging, wurde sie nach Lambert die zweite Patronin der Gemeinde. Wivine gilt als Schutzheilige der kleinen Kinder und Familien, weshalb sie vor allem bei Augen- und Halskrankheiten, Fieber und Rippenfellentzündung aber auch bei allen Tiererkrankungen angerufen wird.
Die Saint-Trond-Kirche in Thorembais-Saint-Trond wurde 1785 nach Plänen des Architekten Nivoy auf den Ruinen des kleineren Vorgängerbaus errichtet. Der quadratische Turm im romanischen Stil blieb dabei erhalten. Bereits 1172 wurde in Anwesenheit des Grundherrn von Orbais eine kleine Gemeindekirche von der Abtei Bonne-Espérance gekauft.
Seit dem 12. Jahrhundert gab es eine Kirche in Thorembais-les-Béguines, die damals zur Abtei von Villers-la-Ville gehörte. Die heutige dreischiffige Kirche Saint-Roch et Saint-Martin wurde 1851 im neoklassizistischen Stil errichtet. Ihr quadratischer Turm hat eine 23 m hohe Spitze.

### Sonstiges
In Perwez gibt es ein Theater (La Bonne Entente) und ein Marionettentheater (Théâtre des Gros Nez). Außerdem hat hier der Wanderzirkus Les Baladins du Miroir seinen Sitz.
Mit dem Centre d'Expression et de Créativité de Perwez (CECP, Zentrum für Ausdruck und Kreativität) gibt es in Perwez eine musikpädagogische Einrichtung. Ihr ursprüngliches Ziel war die musikalische Früherziehung, heute steht sie Interessierten allen Alters offen.
Die 1985 gegründete Vereinigung Cercle Historique de Perwez befasst sich mit der Geschichte aller Teile der heutigen Gemeinde Perwez. Seit 1986 bringt sie eine Zeitschrift (Le Souvenir Perwézien) heraus, die alle drei Monate mit einer neuen Ausgabe erscheint.
In Perwez gibt es mehrere Sportvereine. Man kann hier Volleyball, Fußball, Tennis, Tischtennis, Beachtennis, Judo und Subakdo (eine koreanische Kampfsportart) lernen oder sich im Popeye Club einem Fitness-Training unterziehen.
Der lokale Radiosender Must FM entstand am 16. April 1993 in Perwez in Zusammenarbeit eines Informatikers mit Radioamateuren. Dabei wurde das Informatikprogramm Virtual Studio entwickelt, welches die Ausstrahlung von Jingels und Werbespots verwaltet und es ermöglicht, Dauermusiksendungen für den Betrieb ohne Radiosprecher zu erstellen. Dieses Programm hat sich laufzu einem notwendigen Arbeitswerkzeug für viele professionelle und nichtprofessionelle Radiosender auch außerhalb Belgiens in Frankreich, Luxemburg und künftig in Kanada und Deutschland entwickelt.
Der seit 1973 existierende lokale Fernsehsender wurde als Télévision Communautaire Gembloutoise (TvCG) gegründet und heißt seit 1984 Canal Zoom. Er hat seinen Sitz in Sauvenière, einem Ortsteil von Gembloux, und ist der kleinste der zwölf Lokalsender der Französischen Gemeinschaft. Seit 1976 kann er in Gembloux, Chastre, Perwez und Walhain (mit Ausnahme von Nil-Saint-Vincent) über Kabel empfangen werden.
2006 bekam Perwez die Auszeichnung Villes et Villages fleuris. Sie wird jedes Jahr von der Provinz Wallonisch-Brabant an Städte und Dörfer vergeben, die eine besondere Anstrengung unternehmen, um öffentliche Plätze mit Blumen zu verschönern.